# چیپ لوبسن
چیپ لوبسن (انگلیسی: Chip Lubsen؛ زادهٔ july ۱۳, ۱۹۵۵ (۶۹ سال)) ورزشکار روئینگ اهل ایالات متحده آمریکا است.
وی در مسابقات کشوری و بین‌المللی در مجموع برندهٔ ۱ مدال نقره شده‌است.